# Форум (интернет)
Интернет форум је веб апликација за провођење дискусија између његових чланова. Још су познати под називима веб или интернет форуми, дискусиони форуми, дискусионе групе, bulleting boards, или једноставно форум.
Термин форум може да се односи на целу заједницу или групу са специфичним интересовањем. Поруке у овим форумима су груписане према категоријама, темама или хронолошки. У начелу поруке на форуму могу остављати и читати корисници Интернета без ограничења. Они су најчешће анонимни јер се при слању поруке на форум не мора навести прави идентитет. Због лакшег сналажења форум је обично подељен у неколико група према темама разговора. Једноставност употребе и могућност анонимне расправе о различитим темама један је од главних разлога популарности форума. Порука послата на један форум видљива је само на том форуму. Форум се углавном састоји од многобројних категорија унутар којих се налазе теме које отварају и започињу корисници. Свака тема има своју дискусију у којој се учествује писањем, односно објављивањем постова. Сви разговори и дискусије остају сачувани на форуму док их не обрише модератор.

## Историја
Први интернет форуми су покренути још 1996. године. Интернет форуми су углавном строго тематски, а популарне теме форума су: технологија и техника, рачунарство, спорт, игрице, политика итд.

## Софтвер
Интернет форум је посебна апликација или скрипта која омогућава корисницима расправу о одређеним темама. Постоје форуми који дозвољавају објављивање постова анонимно, док постоје и они на које се треба регистровати у облику жељеног корисничког имена и лозинке (уколико већ није заузето). Форумски софтверски пакети доступни су на Интернету и записани су у различитим програмским језицима. Најчешће су то PHP, Perl, Java i ASP.

## Чланство у форумима
Многи форуми омогућавају нерегистрованим или анонимним посетиоцима читање дискусија, али за активно учествовање потребна је бесплатна регистрација. Регистровани чланови могу да поставе нове теме, одговарају на постојеће и шаљу међусобно приватне поруке.

## Администратори и модератори
Особа која има улогу администратора на форуму има могућност уређивања, брисања или неког другачијег модификовања већ објављених постова. Такође могу дати бан, односно забранити учествовање на форуму на одређено време због непридржавања правила форума, могу избрисати кориснике те их створити.
Улога модератора је да помаже администратору те углавном има исте могућности као и администратор (наравно, у мањој мери). Најважнији разлог постојања администратора и модератора је одржавање реда на форуму и упозоравање корисника на придржавање правила.

## Форуми и бонтон
Кршење интернет бонтона тако што се шаљу рекламне поруке и друге врсте нежељених и непотребних порука које не одговарају на одређену тему назива се спам. Спамовањем се сматра и двоструко постовање, односно објављивање исте поруке два пута, те објављивање два поста заредом, а да између њих неки други корисник није "ускочио". То се може избећи тако што се иде на уређивање већ објављеног поста ако постоји та опција, али проблем који би се могао јавити је тај да неко ко је већ прочитао оригинални пост не увиди настале промене из накнадног уређивања. То је само неки од многобројних проблема који настају не придржавањем правила, но највећи остаје онај о нетрпељивости на расној, верској, и националној основи
Трол је корисник форума који намерно крши интернет бонтон пишући на форуму увредљиве и узнемирујуће како би испровоцирао друге кориснике.
Поседовање још једног корисничког налога је поседовање клона или алтера. Започињање великог броја тема у кратком временском периоду без намере да се започне конструктивна расправа назива се flood.